# Râul Lotru
Râul Lotru este un curs de apă, afluent al râului Olt. Râul, care are o lungime de 76,6 km, și un remarcabil debit mediu de circa 20 m³/s, își are obârșia în Munții Parâng, la o altitudine de circa 1830 metri. Izvorul râului este considerat pârâul Câlcescu care traversează o zonă glaciară.
Amenajat hidroenergetic prin lacuri de acumulare, respectiv și prin hidrocentralele sale, Mălaia, Ciunget și Brădișor, care fructifică marele potențial al râului, râul Lotrul este totodată considerat limită geografică între Munții Lotrului (la nord de valea râului) și Munții Căpățânii (la sud de valea râului). Denumirea sa pare a veni din limba latină, latrone înseamnând tâlhar.
Debitul remarcabil al Lotrului indică clar că propriul său bazin hidrografic este considerat pe motive întemeiate a fi un sub-bazin hidrografic omonim cu numele râului, Lotru.  

## Galerie de imagini

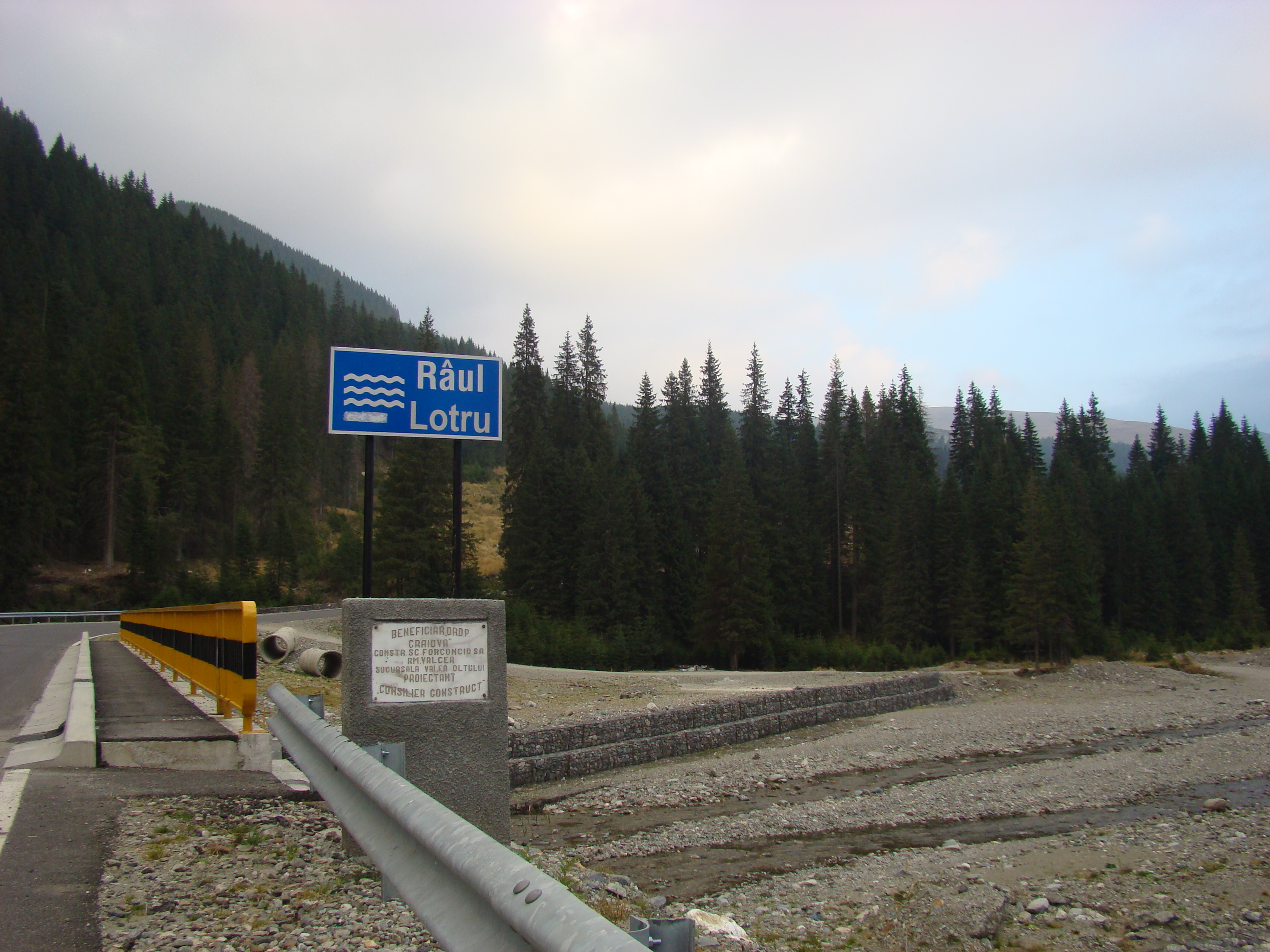
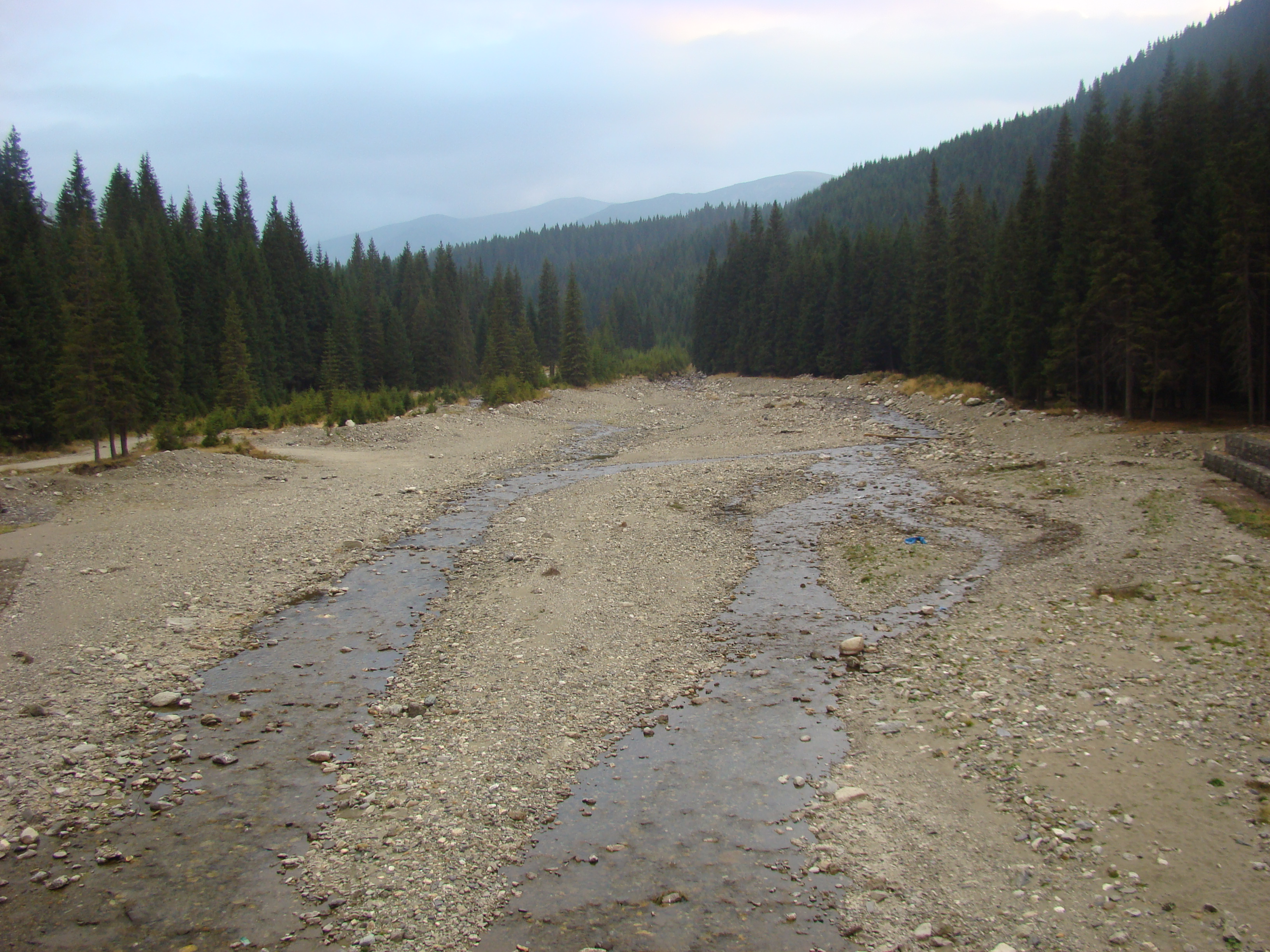
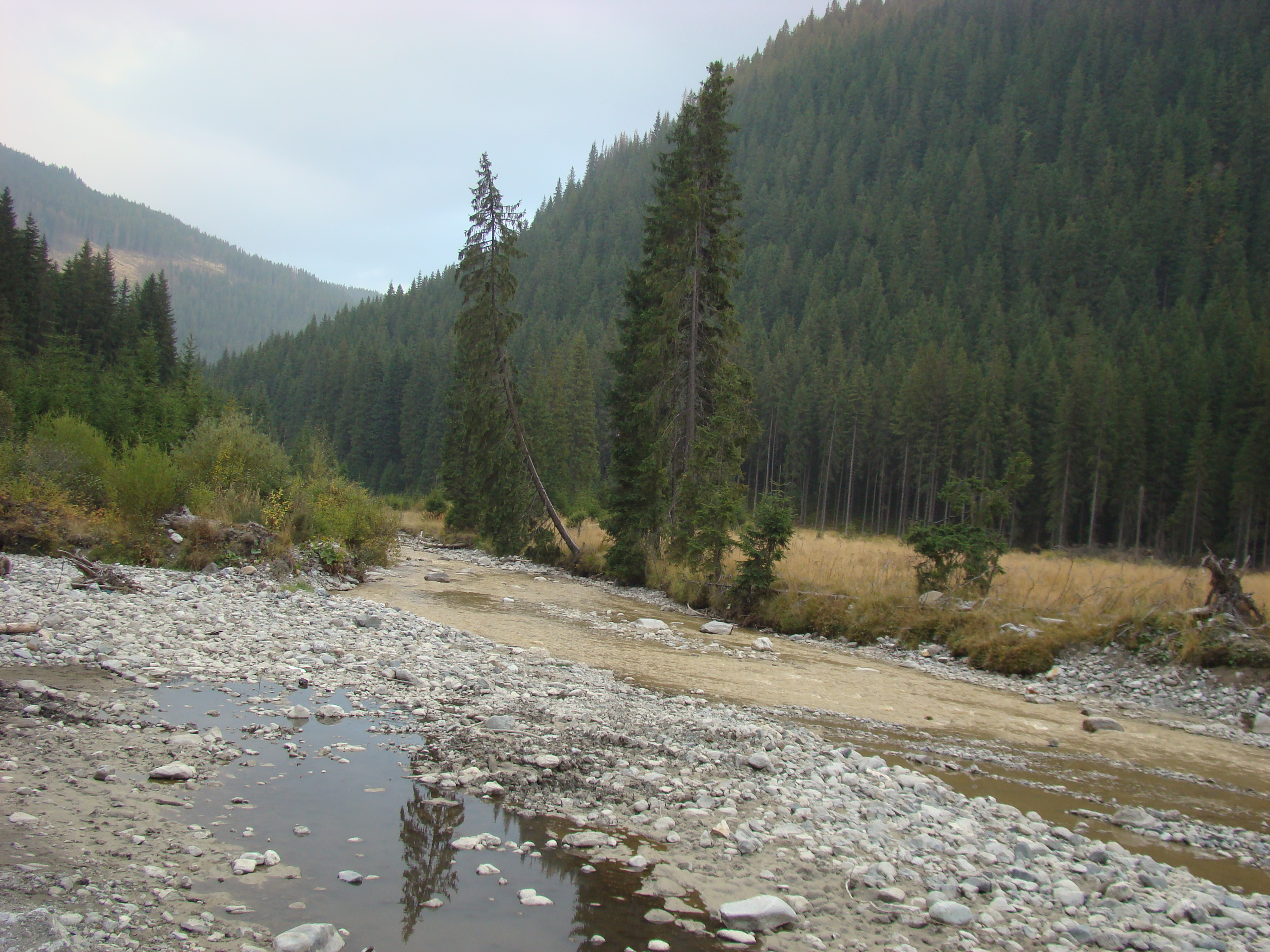

## Hărți
- Harta Munții Lotrului - Mielu Arhivat în 6 mai 2008, la Wayback Machine.
- Harta munților - Alpinet
- Munții Lotrului în contexul Carpaților Meridionali - Montaniarzi Arhivat în 24 iulie 2018, la Wayback Machine.